# Калиновка (Шипуновский район)
Калиновка — посёлок в Шипуновском районе Алтайского края России. Входит в состав Российского сельсовета.

## География
Посёлок находится в центральной части Алтайского края, в пределах степной зоны Предалтайской равнины, на левом берегу реки Алей, на расстоянии примерно 10 километров (по прямой) к юго-западу от села Шипуново, административного центра района. Абсолютная высота — 179 метров над уровнем моря.
Климат характеризуется как континентальный. Средние показатели температуры воздуха в зимний период находятся в диапазоне между −15 и −10 °C, летом — в диапазоне между 15 и 20 °C. Количество осадков, выпадающих зимой, в среднем составляет 187 мм, летом — 273 мм.

## История
Основан в 1925 году. По данным 1926 года имелось 173 хозяйства и проживало 888 человек (в основном — русские). Действовала школа I ступени. В административном отношении посёлок входил в состав Быковского сельсовета Шипуновского района Рубцовского округа Сибирского края.

## Население
| 1926 | 1997 | 1998 | 1999 | 2000 | 2001 | 2002 |
| ---- | ---- | ---- | ---- | ---- | ---- | ---- |
| 888  | ↘206 | ↗211 | ↘206 | ↘200 | ↘197 | ↘193 |
| 2003 | 2004 | 2005 | 2006 | 2007 | 2008 | 2009 |
| ↘191 | ↗194 | ↗200 | ↘198 | ↘195 | ↘185 | ↘182 |
| 2010 | 2011 | 2012 | 2013 |      |      |      |
| ↗189 | ↗191 | ↘190 | →190 |      |      |      |

Согласно результатам переписи 2002 года, в национальной структуре населения русские составляли 98 %.

## Инфраструктура
Функционирует фельдшерско-акушерский пункт (филиал Шипуновской районной больницы).

## Улицы
Уличная сеть посёлка состоит из трёх улиц.